# كاميلي كاريون
كاميلي كاريون (بالإنجليزية: Camille Carrión)‏ هي ممثلة أمريكية، ولدت في 30 مارس 1946 في سان خوان في الولايات المتحدة.

## وصلات خارجية
- الموقع الرسمي
- كاميلي كاريون على موقع IMDb (الإنجليزية)